# Споменик ослободиоцима Пирота
Споменик ослободиоцима Пирота је споменик у Пироту који се налази у насељу Тијабара на Тргу Републике, некадашњем Тргу краља Петра, и посвећен је ослободиоцима Пирота у српско-турском рату 1877. године. Градња споменика за трг у Тијабари започета је 1904. године а завршена 1924. године.

## Изглед споменика
Споменик се састоји из два дела, постамента у форми обелиска и скулптуре на врху, веома заступљене форме када су у питању споменици подизани као трајна меморија на пале хероје, током 18. и 19. века широм Европе као последица египтоманије.
Направљен је од клесаног камена висине 10 метара. У основи је квадратног облика 4х4 метра. На висини од 3 метра сужавао се у ваљкасти облик пречника 1,5 метар. Ваљкасти део има од декорације у камену   по један грчки крст са четири стране. Горњи део ваљка је крунисан купастом декорацијом која степеновањем формира врх на који је данас смештена скулптура од бронзе, орла од бронзе са распоном крила од три метра усмерен према Пазару (југу). 

На квадратном постаменту рустичне обраде који се од базе степеновањем сужава, од декорације постоје три грчка крста, са три стране по један, док је на југоисточној страни плоча са натписом: 
Капетану Милутину Карановићу и осталим борцима који за владе  Њ.В. Књаза Милана Обреновића падоше 12. 13. и 15. децембра 1877. године у борби за ослобођење Горњег Понишавља од Турака. Захвални Пирот и села Округа Пиротског
Основа споменика ограђена је са 12 камених стубића високих 50 cm, међусобно повезаних ланцима, што омогућава прилаз споменику са све четири средишње стране.

## Историја
Првобитна скулптура орла, која је била рад непознатог аутора постављена је на врх 29. децембра 1924. године. Првобитни орао је био у природнијем положају, крила су му била спуштена са главом окренутом удесно што је и типично за птицу у лету. Оригинални текст на првобитном орлу је био:
В памет на изгиналите Пирочани през 1876/77. от Пирочаните

Након што су споменик 1941. године, оскрнавили бугарски фашисти, са њега су скинули скулптуру орла и однели ге са собом. Уместо скулптуре касније је стављено звоно. 
Фотографија коју поседује Музеј Понишавља сведочи о томе да се на врху обелиска уместо скулптуре након што је уклоњена 1941. године једно време налазило звоно, а неке разгледнице и да је  једно време пре постављања нове скулптуре стајао само обелиск.
Садашња плоча је стављена 1951. године, реплика орла, која данас стоји на споменику, је нешто неприроднија са крилима која су у крутом положају. На основу прича неких Пироћанаца, орао је имао две главе и четири „С” испод главе. Нова скулптура је израђена од стране Паје Ристића 1977. године.
Нов споменик је угледао светло дана 8. септембра 1987. године, а реконструисан је 2000. и 2017. године.

## Значај
Значај Споменика ослободиоцима Пирота у Тијабари огледа се у томе што он припада корпусу споменика који су подизани у циљу меморисања догађаја из прошлости Србије, чија је изградња била део српске националне меморије условљене положајем нације и државе, која је кроз овај историјски догађај славила хероје из скорије прошлости, који је довео до припајања Пирота Србији.